# جون دانيال برلين
جون دانيال برلين (بالنرويجية البوكمول: Johan Daniel Berlin)‏ هو موسيقي وملحن نرويجي، ولد في 12 مايو 1714 في كلايبيدا في ليتوانيا، وتوفي في 4 نوفمبر 1787 في تروندهايم في النرويج.

## وصلات خارجية
- جون دانيال برلين على موقع ميوزك برينز (الإنجليزية)
- جون دانيال برلين على موقع أول ميوزيك (الإنجليزية)
- جون دانيال برلين على موقع ديسكوغز (الإنجليزية)